# Federal public defender

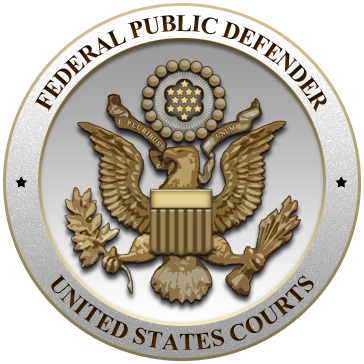
Federal Public Defender, U.S. Courts

Der Federal public defender (FPD) ist eine US-amerikanische Bundesbehörde.

## Organisation und Aufgabe
Der Federal public defender untersteht dem Justizministerium der Vereinigten Staaten. Örtlich bildet die Organisation für jeden Gerichtsbezirk eine eigene Dienststelle, an deren Spitze ein chief federal public defender steht. Er wird für eine Amtszeit von vier Jahren durch den örtlich jeweils zuständigen United States Court of Appeals ernannt. Es gibt 81 örtliche Dienststellen, die in 91 der 94 Gerichtsbezirke aktiv sind und in denen 3100 Rechtsanwälte und deren Hilfspersonal arbeiten.
Die Behörde stellt Pflichtverteidiger in Strafverfahren, wenn es um Straftatbestände geht, wegen derer Anklage vor einem Bundesgericht erhoben werden kann, sowie im Berufungsverfahren und wenn der Angeschuldigte oder Angeklagte sich einen Verteidiger nicht leisten kann. Dieser Anspruch des Angeklagten oder Beschuldigten beruht auf dem 6. Zusatzartikel zur Verfassung der Vereinigten Staaten, der vor Gericht anwaltlichen Beistand garantiert.